# International League
De International League is een Minor league baseball-league die opereert in het oosten van de VS en Canada. De competitie heeft een AAA-status (Triple-A, net onder Major League Baseball). De league is gevormd door de samensmelting van drie andere leagues: de Eastern League (opgericht in 1885), de New York State League (opgericht in 1885) en de Ontario League (opgericht in 1885). De New York State League en de Ontario League smolten samen in 1886 en de Eastern League kwam daar in 1887 bij. De winnaar van de International League krijgt de Governors' Cup.

## Huidige clubs
(Aanverwanten van de MLB tussen haakjes)

### North Division
- Buffalo Bisons (Toronto Blue Jays)
- Lehigh Valley IronPigs (Philadelphia Phillies)
- Pawtucket Red Sox (Boston Red Sox)
- Rochester Red Wings (Minnesota Twins)
- Scranton/Wilkes-Barre RailRiders (New York Yankees)
- Syracuse Chiefs (Washington Nationals)

### South Division
- Charlotte Knights (Chicago White Sox)
- Durham Bulls (Tampa Bay Rays)
- Gwinnett Braves (Atlanta Braves)
- Norfolk Tides (Baltimore Orioles)

### West Division
- Columbus Clippers (Cleveland Indians)
- Indianapolis Indians (Pittsburgh Pirates)
- Louisville Bats (Cincinnati Reds)
- Toledo Mud Hens (Detroit Tigers)